# Jarandilla de la Vera (kommun)
Jarandilla de la Vera är en kommun i Spanien.   Den ligger i provinsen Provincia de Cáceres och regionen Extremadura, i den centrala delen av landet, 170 km väster om huvudstaden Madrid. Antalet invånare är 3 070.